# Sankiuloci

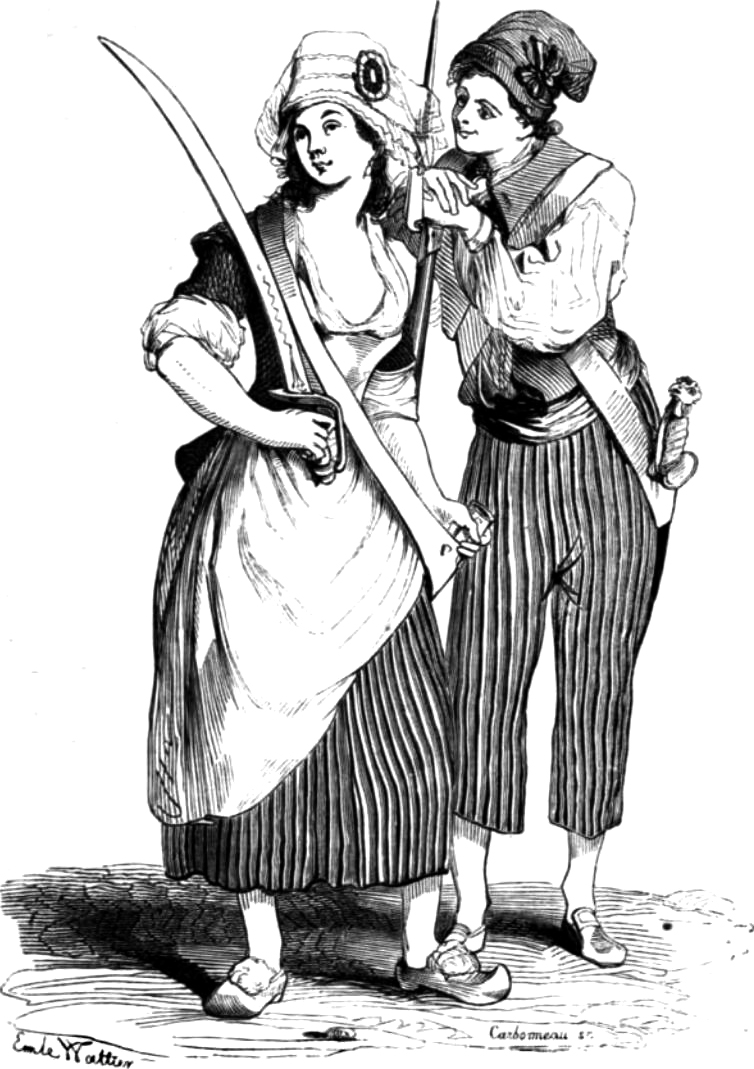
Sankiuloci

Sankiuloci (fr. sans-culottes czyli bez kulotów, ważnego elementu ówczesnych garniturów) – pogardliwa nazwa stosowana przez stany wyższe w odniesieniu do najradykalniejszych uczestników rewolucji francuskiej (1789–1799), wywodzących się z robotników manufaktur, drobnych rzemieślników, kramarzy oraz bezrobotnych mieszkańców Paryża.
Sankiuloci tworzyli ruch niejednorodny, pozbawiony praw politycznych (od 1789 na statusie „obywateli biernych”), który nie wykształcił własnych struktur działając w lokalnych stowarzyszeniach, pozostających głównie pod wpływem kordelierów. Występowali przeciwko królowi Ludwikowi XVI, arystokracji, bogatej burżuazji, stanowiąc „zbrojne ramię” przywódców rewolucji. Odgrywali czołową rolę w szturmie na Bastylię (1789), obaleniu monarchii (1792), egzekucji króla (1793) i usunięciu żyrondystów (1793). Po przejęciu władzy przez jakobinów sankiuloci zostali dopuszczeni do funkcji wojskowych i administracyjnych, jednakże dążenia jakobinów do podporządkowania sobie całego społeczeństwa francuskiego doprowadziły do ostrego konfliktu z kordelierami i sankiulotami, którzy w lipcu 1794 wystąpili przeciwko jakobińskiemu terrorowi (przewrót 9 thermidora). Przywódcom sankiulotów wytoczono proces, ich przedstawicieli usunięto z organów władzy, sankiulotów rozbrojono, a ich działalność sparaliżowano. W okresie „thermidoriańskim” kilkakrotne, gwałtowne wystąpienia sankiulotów zostały krwawo stłumione, a wojskowa pacyfikacja robotniczych przedmieść Paryża w maju 1795 położyła kres ich ruchowi.
Radykalne oczekiwania i poglądy polityczne sankiulotów popychały burżuazyjne rządy rewolucji do coraz głębszych przemian społecznych. Wyróżniał ich ubiór – długie pantalony i czerwone czapki wolności – powstały w całkowitej opozycji do dotychczasowej mody arystokratycznej (krótkie bufiaste spodnie). Część ich programu przejął François Noël Babeuf i jego Sprzysiężenie Równych.